# Gritty

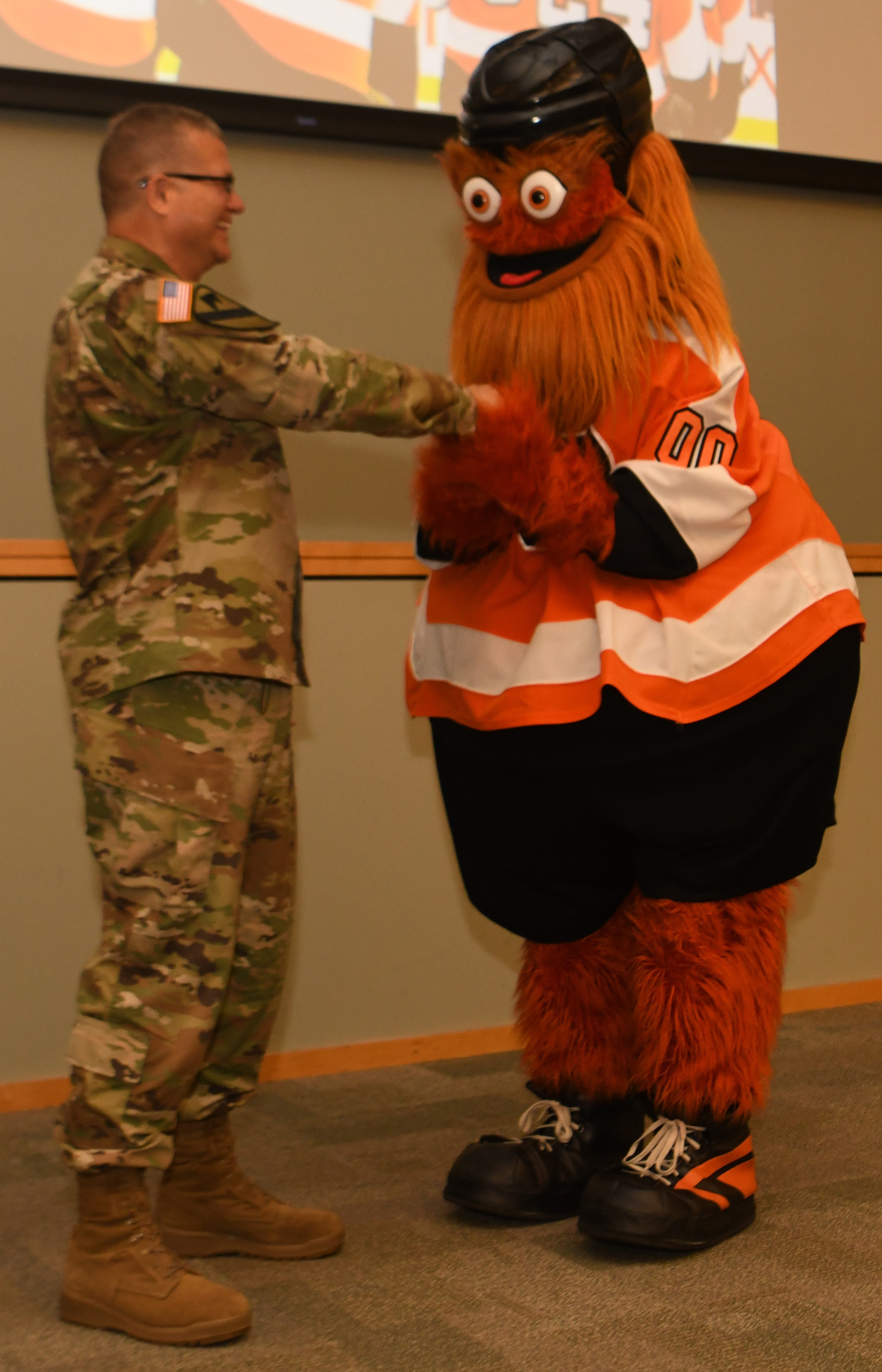
Gritty i juni 2019.

Gritty är den officiella maskoten för NHL-laget Philadelphia Flyers, från och med säsongen 2018–19. Gritty är en 210 centimeter lång orange pälsbeklädd varelse med stora ögon. Han bär dessutom ishockeymundering i Flyers färger: orange, svart och vitt.
Gritty skapades av Brian Allen från Flyland Designs med hjälp från David Raymond som var den förste som porträtterade Phillie Phanatic som är maskot för stadens baseballklubb Philadelphia Phillies. Gritty introducerades den 24 september 2018 och blev under månaderna efter sin debut en sensation på internet och gjorde även flera framträdanden på olika pratshower.

## Bakgrund
Inför säsongen 2018–19 var Philadelphia Flyers ett av endast två lag i NHL utan en officiell maskot (det andra New York Rangers). Laget hade tidigare haft en maskot vid namn Slapshot ("slagskott") som endast varat under en enda säsong 1976. Brian Allen från Flyland Designs i Bellefonte, Pennsylvania fick i uppdrag att utforma lagets nya maskot, och ishockeyklubbens organisation ville att maskoten skulle ha en rätt hotfull framtoning, enligt Allen "någon som man skulle ge en high-five men inte krama".

## Etymologi
Det engelska adjektivet gritty (från grit) kan på svenska antingen betyda "sandig", "grusig" och "grynig" eller "rå", "smutsig" och "hårdkokt". Inom ishockeyn betecknar ordet en ihärdig, oöm och beslutsam spelstil som också kännetecknas av fysiskt spel längs sargkanten samt ett och annat tjuvnyp.
Philadelphia Flyers, som spelade sin första säsong i NHL 1966–67, hade sin storhetstid under mitten på 1970-talet då laget vann två raka Stanley Cup åren 1974 och 1975. Under denna period gjorde sig laget även (ö)känt för sin brutala spelstil och gick under smeknamnet Broad Street Bullies (ungefär "Råskinnen från Broad Street"), efter gatan där deras arena Spectrum låg. Kända spelare från detta lag inbegrep bland annat storstjärnan Bobby Clarke samt busen Dave "The Hammer" Schultz som har NHL-rekordet för antal utvisningsminuter under en enskild säsong med 472 från säsongen 1974–75. Ordet gritty anknyter till denna klubbhistoria.